# Lupu-Brücke
Die Lupu-Brücke (chinesisch 卢浦大桥, Pinyin Lúpǔ Dàqiáo) über den Huangpu-Fluss im Luwan-Distrikt im Zentrum von Shanghai, VR China war mit einer Bogenspannweite von 550 m bis zur Fertigstellung der Chaotianmen-Yangtse-Brücke in Chongqing zum Ende des Jahres 2008 (Eröffnung am 29. April 2009) die weltweit größte Bogenbrücke. Der Bogenscheitel hat eine Höhe von 100 m über dem Wasserspiegel.
Zum Bau des stählernen Bogens wurden zwei provisorische Pfeiler aus Stahl an den Enden der Brücke errichtet, an denen dann der Bogen im Freivorbau Element für Element zurückgehängt wurde. Erst als der Bogen fertiggestellt war, konnte diese Hilfsabspannung abgebaut werden.
Mit ihrer offiziellen Eröffnung am 28. Juni 2003 entthronte sie damit die 1977 fertiggestellte vorherige Rekordhalterin, die New River Gorge Bridge bei Fayetteville, West Virginia, USA, deren Bogenspannweite 518 m beträgt. Die Gesamtlänge der Lupu-Brücke mit Zufahrten beträgt 3900 m, die Baukosten betrugen rund 2,5 Milliarden Yuan (etwa 300 Millionen Euro).
Die beiden Bögen der Brücke sind als geschweißt Stahl-Hohlkästen ausgeführt, die sich gegen den Scheitel verjüngen und gegenüber der Vertikalen geneigt sind, so dass der Abstand der Bögen beim Scheitel wesentlich kleiner ist als an den Fußpunkten. Zwischen den Bögen sind 27 kastenförmige Querriegel montiert. Die Fahrbahn ist an den beiden Bögen aufgehängt.
Im August 1999 wurde von der Bauabteilung der Stadtverwaltung Shanghai ein Wettbewerb organisiert für einen Entwurf der Lupu-Brücke. Eine Kommission aus 15 einheimischen Brückenbauexperten, Architekten, Ökonomen u. a. beurteilten im Dezember des gleichen Jahres die eingereichten Entwürfe. Von den in die engere Wahl genommenen vier Vorschlägen erhielt der Entwurf einer Bogenbrücke aus Stahl und Beton mit Zugband, der von dem „Shanghai Municipal Engineering Design Institute“ und dem „Shanghai Urban Construction Design Institute“ gemeinsam eingereicht worden war, den Zuschlag. Die Machbarkeitsstudie lag im Mai 2000 vor und im August das endgültige Design. Der „Shanghai Construction (Group) General Co.“ wurde der Auftrag zum Bau der Brücke erteilt. Die Lupu-Brücke ist damit die erste große Brücke über den Huangpu, die in Eigenregie der Stadt Shanghai gebaut wurde. Die Finanzierung wurde von privaten Konsortien übernommen, die Stadt zahlt lediglich eine festgelegte jährliche Summe, so dass die Brücke mautfrei befahrbar bleibt.
Neben dem ästhetischen Anblick bietet die Brücke seit dem 28. April 2006 als weitere Attraktion, eine ca. 11 m mal 20 m große Aussichtsplattform auf dem höchsten Punkt der Brücke. An jedem Ende der Brücke ist rechts und links der Straße je ein Fahrstuhl vorhanden, der eine Aussicht nach draußen bietet und Fußgängern den Zugang zur Brücke ermöglicht.
Die Besucher können so schnell vom Flussniveau auf das rund 55 m hohe Niveau der Fahrbahn gelangen. Vom nordöstlichen Fahrstuhl [also in Fließrichtung auf der linken Flussseite] kann man nach dem Kauf eines Tickets, täglich von 8.30 bis ca. 17.30 Uhr, auf dem nordöstlichen Brückenbogen, über 367 Stufen weitere 45 m hoch zur sich 100 m über Flussniveau befindlichen Aussichtsplattform aufsteigen.
Im Jahr 2008 erhielt das Bauwerk sowie die verantwortlichen Architekten und Ingenieure den Outstanding Structure Award der IABSE.